# На валу (заказник)
На валу́ — ботанічний заказник місцевого значення в Україні. Розташований у межах Кам'янець-Подільського району Хмельницької області, на південно-східній околиці села Оленівка.
Площа 215 га. Статус надано згідно з рішенням облради від 26. 10. 1990 року № 194. Перебуває у віданні Панівецького лісництва Кам'янець-Подільського держлісгоспу.
Цінність являє заліснена ділянка природного походження, на якій зростають грабово-дубові дерева, а також різноманітність трав'яного походження, з Червоної Книги України: любка дволиста, гніздівка звичайна, коручка морозниковидна.
Входить до складу національного природного парку «Подільські Товтри».